# Гаврилова, Изольда Степановна
Изо́льда Степа́новна Гаври́лова (1 октября 1945, Караганда, Казахская ССР, СССР) — советский и российский библиограф, краевед. Главный библиограф сектора краеведческой литературы, заведующая отделом краеведческой и национальной литературы Национальной библиотеки имени С. Г. Чавайна Марийской АССР / Марий Эл (1985—2001). Заслуженный работник культуры Российской Федерации (2007). Член КПСС с 1987 года.

## Биография
Родилась 1 октября 1945 года в Караганде Казахстана в семье комсомольского и партийного деятеля С. И. Соловьёва.
В 1968 году окончила Ленинградский институт культуры.
С 1973 года — в г. Йошкар-Оле Марийской АССР: библиограф, в 1985—1990 годах — главный библиограф сектора краеведческой литературы; в 1995—2001 годах — заведующая отделом краеведческой и национальной литературы Национальной библиотеки имени С. Г. Чавайна.
В 2001—2007 годах — методист-библиограф Республиканской детской библиотеки Марий Эл.
В 2007 году ей присвоено почётное звание «Заслуженный работник культуры Российской Федерации». Награждена почётными грамотами Министерства культуры РСФСР и Республики Марий Эл. 

## Библиографическая и краеведческая деятельность
Известна как составитель 17 и редактор 3 библиографических указателей (серия указателей «Писатели Марий Эл детям» («Валентин Христофорович Колумб», «Василий Григорьевич Орлов», «Василий Фёдорович Сапаев», «Сергей Григорьевич Чавайн», «М. Шкетан», «Осып Шабдар»)), в 1987—2001 годах — составитель Календаря знаменательных и памятных дат «Марий Эл: время, события, люди».
В 2004 году стала составителем фундаментального учебного пособия «Йоча литератур» («Детская литература»), сборника «Листая страницы войны», «85 лет марийской автономии».

## Признание
- Заслуженный работник культуры Российской Федерации (31 января 2007)[1][2] — за заслуги в области культуры и многолетнюю плодотворную работу[8]
- Заслуженный работник культуры Республики Марий Эл (1992)[1][2]
- Почётная грамота Министерства культуры РСФСР[4]
- Почётная грамота Республики Марий Эл[4]